# Florian Luger
Florian Luger (Áustria, 22 de maio de 1994) é um modelo austríaco.

## Prêmios
- 2014 Vienna Fashion Award de melhor modelo.[2]